# Athyreus martinezi
Athyreus martinezi är en skalbaggsart som beskrevs av Henry Fuller Howden 1955. Athyreus martinezi ingår i släktet Athyreus och familjen Bolboceratidae. Inga underarter finns listade.